# 氷川神社 (東京都港区赤坂)
氷川神社（ひかわじんじゃ）は、東京都港区赤坂六丁目にある神社。同区内白金にある白金氷川神社・元麻布にある麻布氷川神社と区別するため、赤坂氷川神社（あかさかひかわじんじゃ）とも称される。旧社格は府社で東京十社の一つ。

## 祭神
- 素盞嗚尊（すさのおのみこと）
- 奇稲田姫命（くしいなだひめのみこと）
- 大己貴命 （おおなむぢのみこと）

## 由緒
天暦5年（951年）、東国を遊行していた蓮林僧正が霊夢を見て、一ツ木村（現・赤坂４丁目付近）に奉斎したと伝えられる。
享保15年（1730年）4月、江戸幕府第8代将軍徳川吉宗の命により、現在地に遷された。現在の社殿はこの時に造営されたもので、東京都の有形文化財に指定されている。江戸幕府からの尊信は厚く、遷座直後に吉宗公が参拝し、14代家茂公まで歴代将軍の朱印状が下付された。麻布氷川神社、渋谷氷川神社、簸川神社などとともに江戸七氷川に数えられ、その筆頭とされる。
明治元年（1868年）、准勅祭社に列する。

## 境内
- 額堂
- 石燈籠

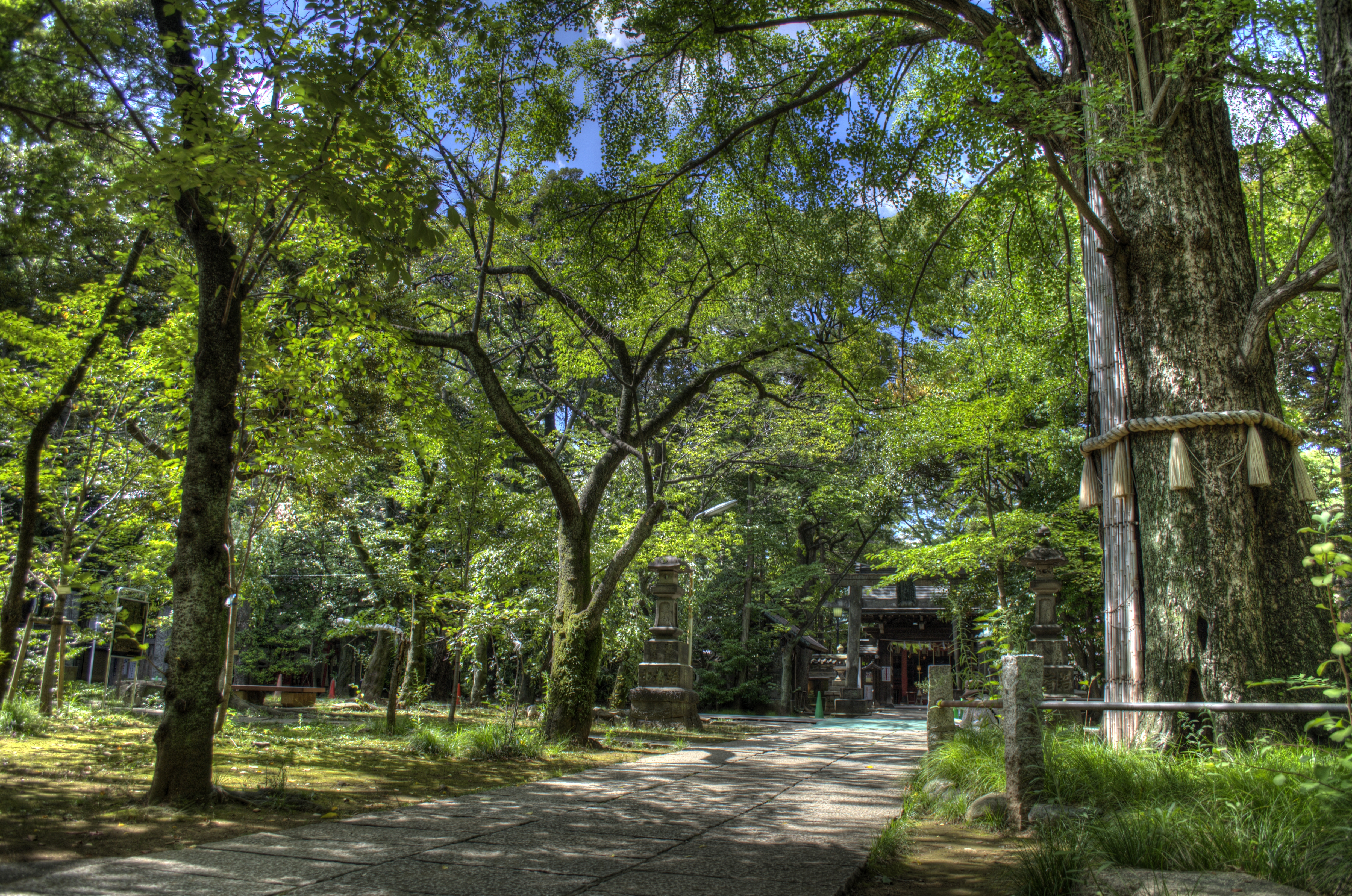
三の鳥居の手前の参道（2014年8月）

- 浅野土佐守邸跡（浅野長矩の夫人 瑤泉院の実家） - 本氷川坂近辺。三次藩の廃藩により幕府に収公され、更地となった[3]。
- 大イチョウ（港区の天然記念物）[4]
- 包丁塚

## 摂末社
- 四合稲荷神（しあわせいなり）：明治31年（1898年）古呂故稲荷（ころこいなり）・地頭稲荷・本氷川稲荷・玉川稲荷の４社を合祀したことに由来。勝海舟が命名。その後、大正14年（1925年）に鈴降稲荷と縁起稲荷を合祀、昭和9年（1934年）に明徳稲荷を合祀。
- 西行稲荷神（さいぎょういなり）：別名「火伏の稲荷」。火災除の御神徳があると言われている。
- 山口稲荷（やまぐちいなり）
- 桶新稲荷（おけしんいなり）：御祭神 宇迦之御魂（うかのみたまのかみ）
- 九神社（くじんじゃ）：天祖神社・春日神社・鹿島神社・八幡神社・諏訪神社・秋葉神社・厳島神社・金刀比羅神社・塞神社（さいじんじゃ）の９社を合祀。

## 文化財
- 氷川神社社殿（東京都指定有形文化財 建造物）[2]
- 月岡芳年筆 『ま』組火消し絵馬（東京都港区指定有形文化財 絵画）[5]
- 徳川将軍家朱印状 付目録・条目・写し（東京都港区指定有形文化財　古文書）[5]
- 御祭礼番附留（東京都港区指定有形文化財　古記録）[5]
- 石燈籠四基（東京都港区登録有形文化財　歴史資料）[5]
- 旧紀州家 櫓太鼓（東京都港区登録有形文化財　歴史資料）[5]
- 祭礼山車行列額絵（東京都港区指定有形民俗文化財）[5]
- 奉納絵馬七点（東京都港区指定有形民俗文化財）[5]
- 力石（東京都港区登録有形民俗文化財）[5]
- 氷川神社のイチョウ（東京都港区指定天然記念物）[5]

## 年中行事

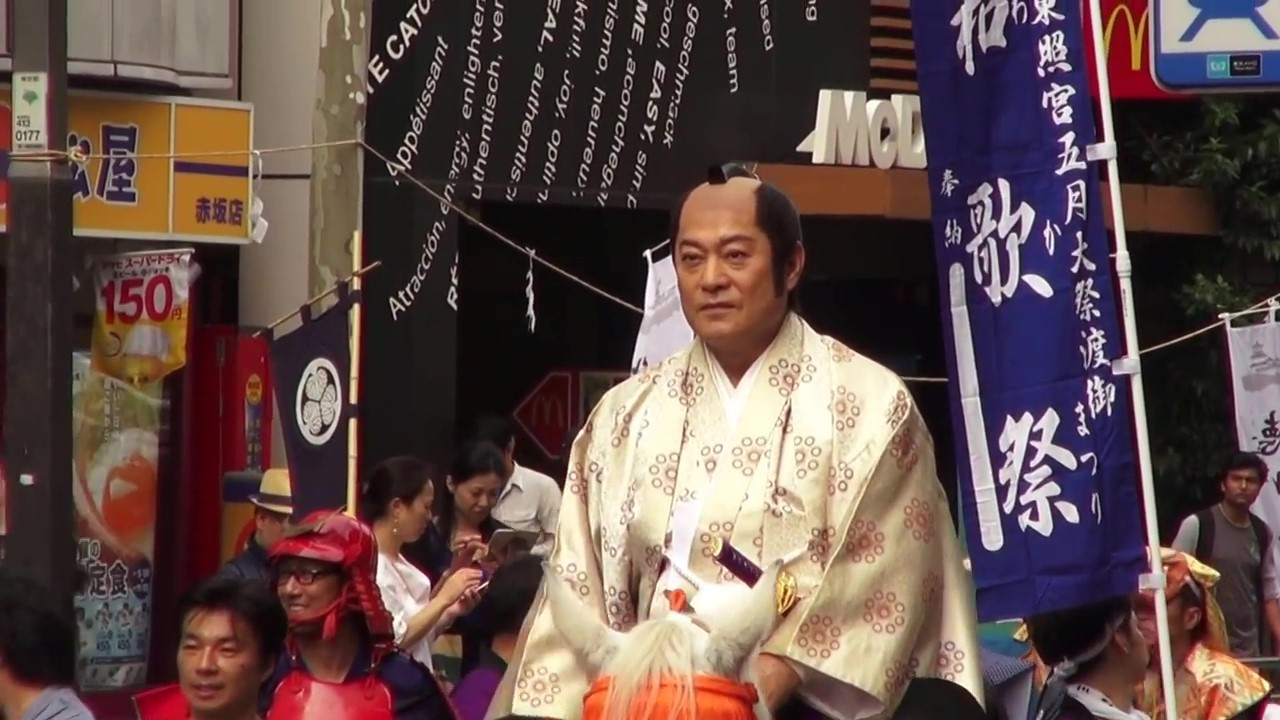
例大祭での松平健（2016年）

| - 1月 - 元旦 - 歳日祭 - 上旬 - 初詣巡拝バス - 上旬 - 成人祭 - 2月 - 3日 - 節分祭 - 午の日 - 初午祭 - 11日 - 紀元祭 - 17日 - 祈年祭 - 4月 - 15日 - 四合稲荷祭 - 下旬 - 末廣稲荷祭 - 5月 - 5日 - 子供の日の祭り - 中旬 - 御田植祭 - 下旬 - 西行稲荷祭 - 6月 - 30日 - 大祓式（夏越の祓） | - 7月 - 上旬 - 型代流し神事 - 9月 - 13日 - 清祓式 - 14日 - 前日祭 - 15日 - 例大祭 - 10月 - 上旬土曜 - 包丁塚祭 - 中旬 - 抜穂祭 - 11月 - 3日 - 文化の日の祭 - 15日 - 七五三祝祭 - 23日 - 新嘗祭 - 12月 - 23日 - 天長節 - 31日 - 大祓式（年越の祓） - 31日 - 除夜祭 |

- 月次祭
  - 1日、15日

## 氏子地域
- 港区元赤坂一・二丁目 全域
- 赤坂一 - 九丁目 全域
- 六本木一丁目1～3・5～10（各一部）
- 六本木三丁目2～7･15
- 六本木四丁目1･2（各一部）
- 虎ノ門一丁目1

## ギャラリー

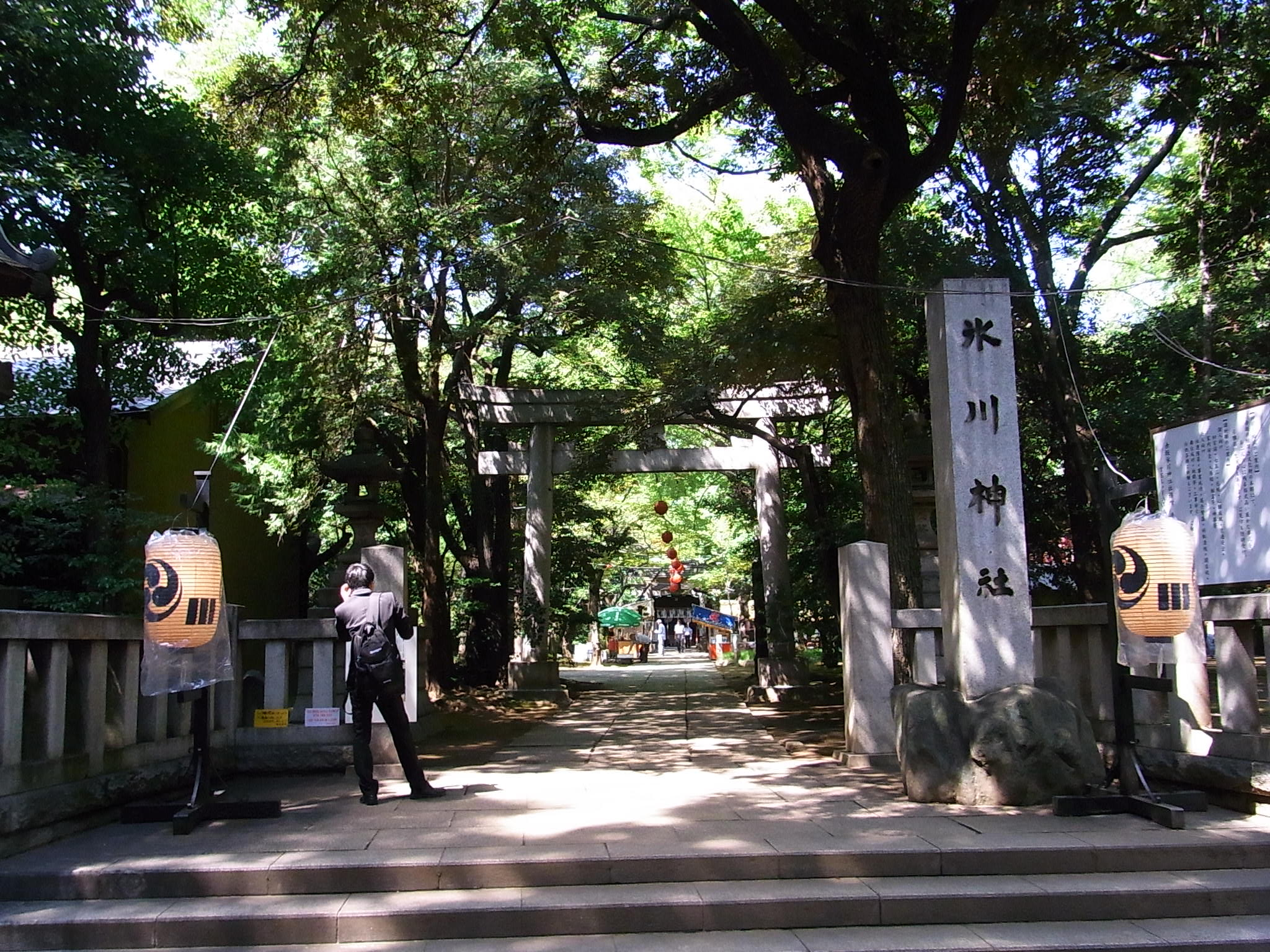
公道より参道を見る（2010年9月18日撮影）
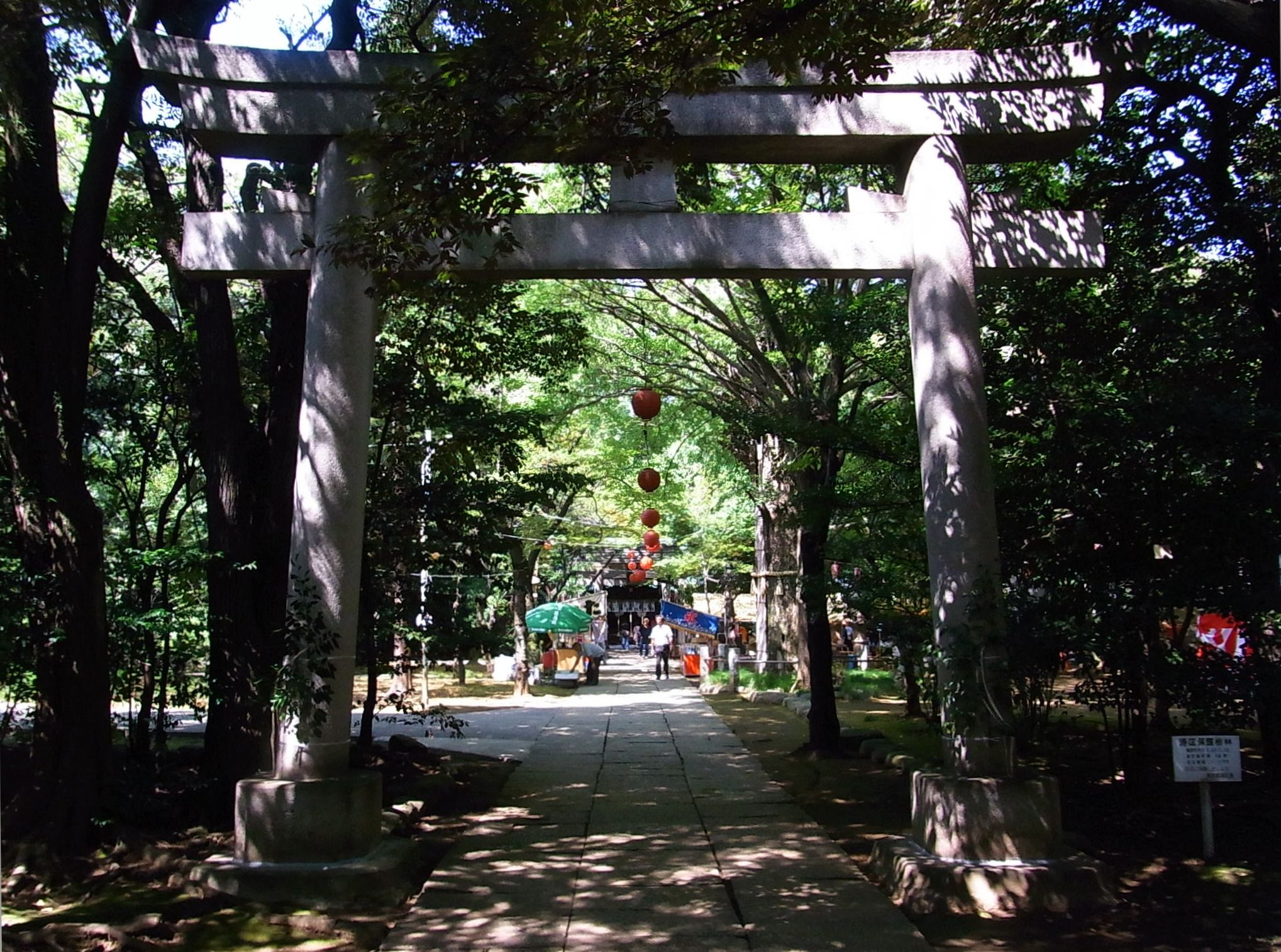
参道より一の鳥居を見る（2010年9月18日撮影）
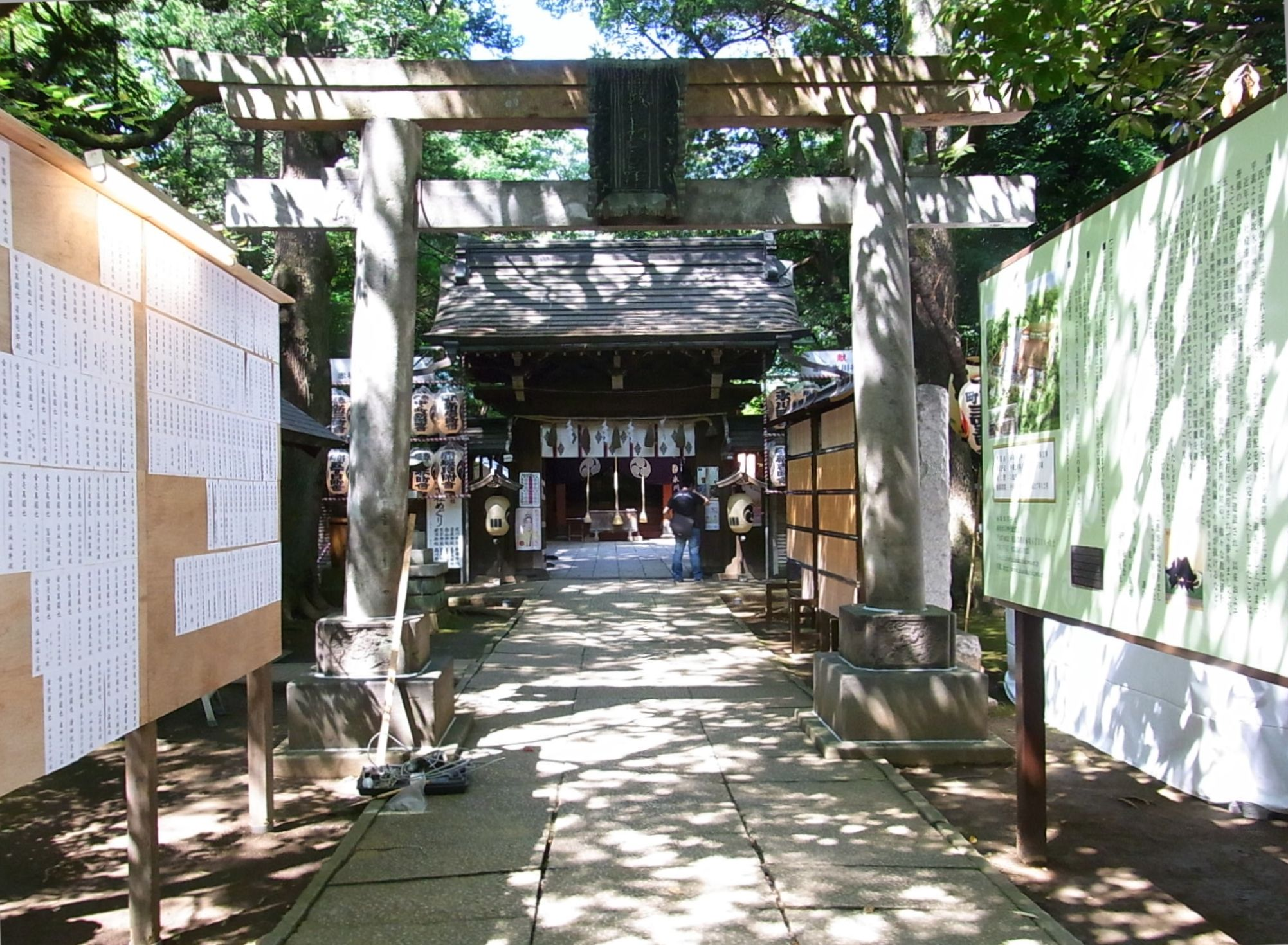
参道より三の鳥居を見る（2010年9月18日撮影）
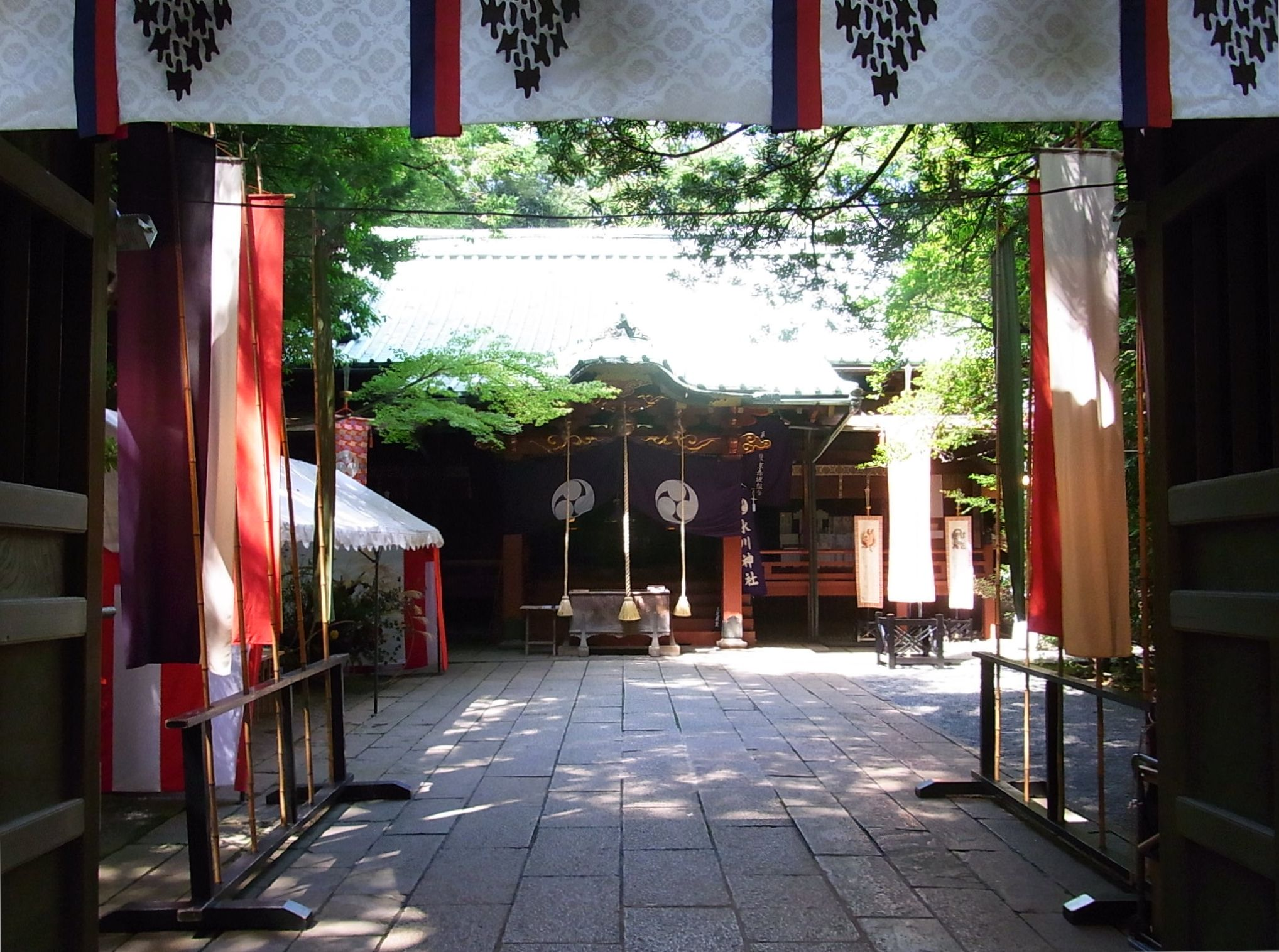
桜門より本殿を見る（2010年9月18日撮影）
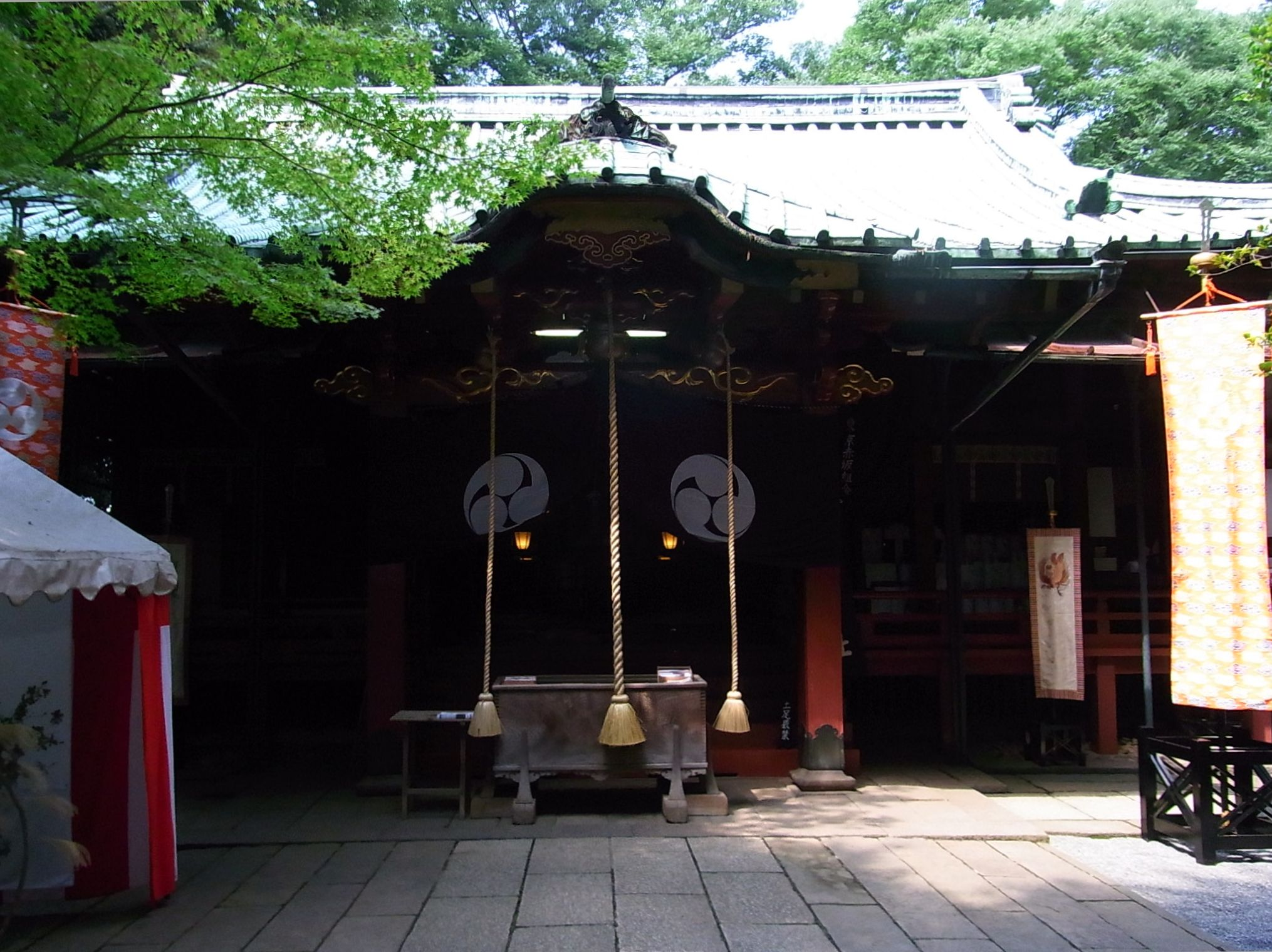
本殿を見る（2010年9月18日撮影）
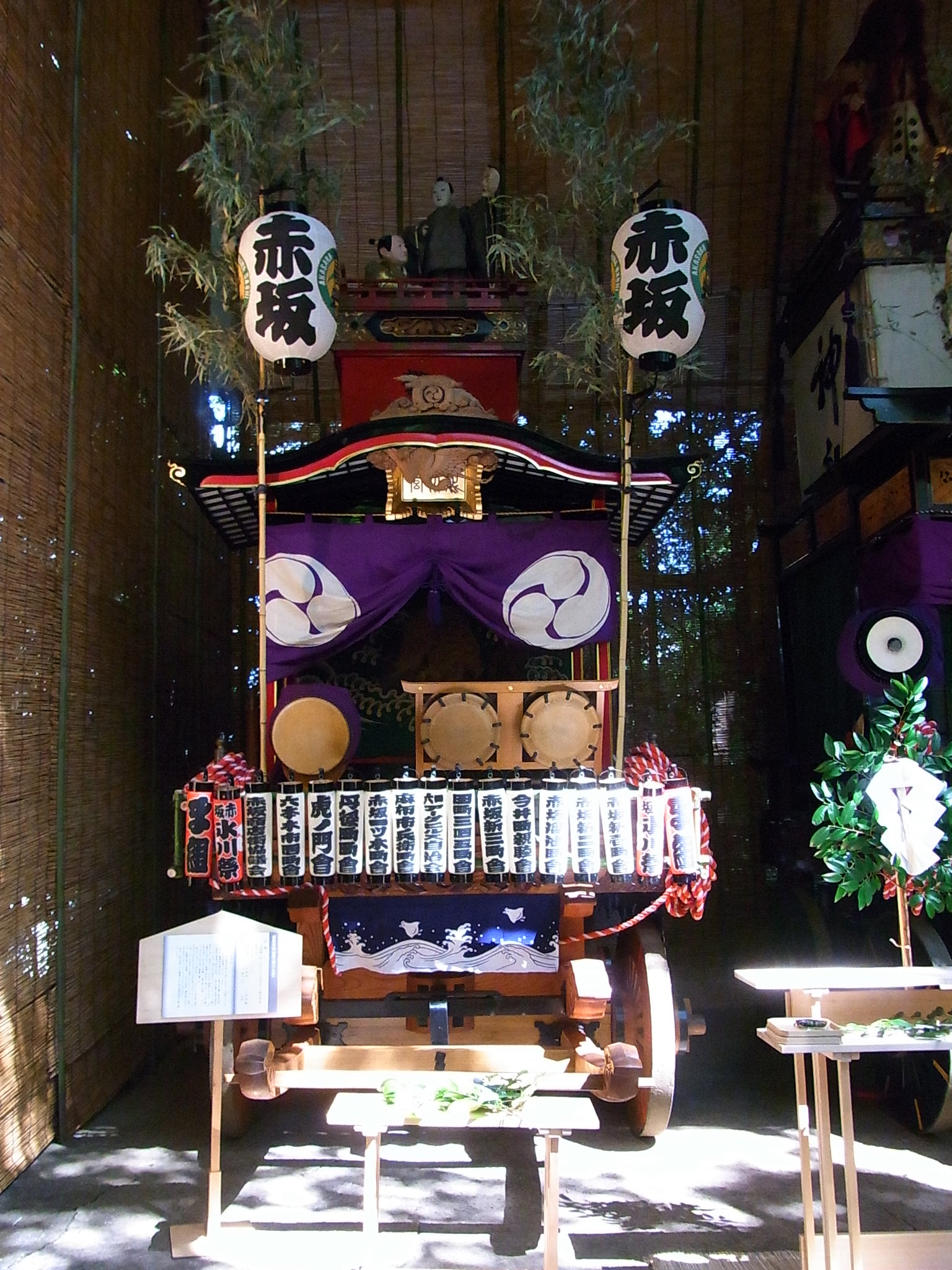
赤坂氷川山車（2010年9月18日撮影）
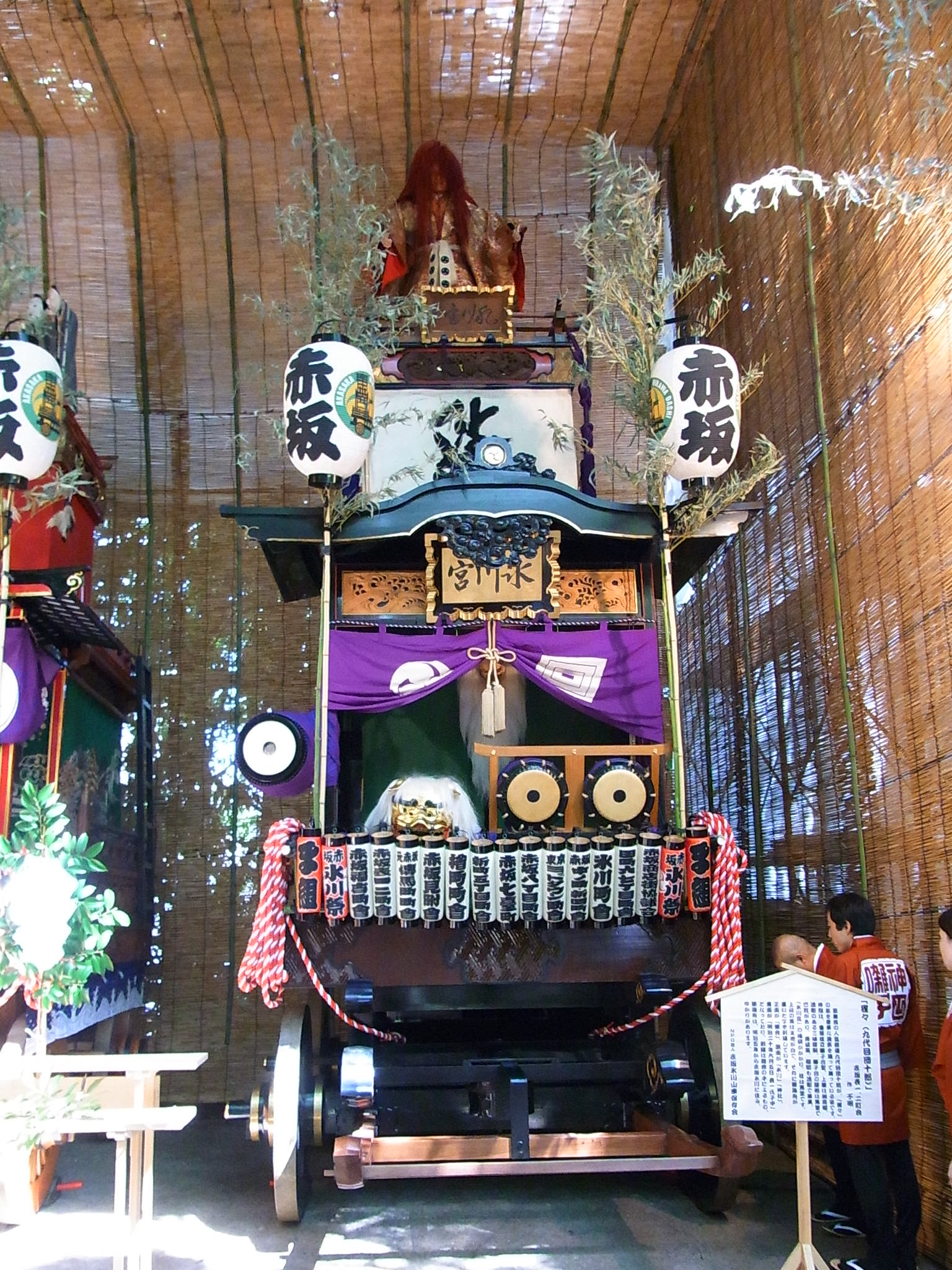
赤坂氷川山車（2010年9月18日撮影）
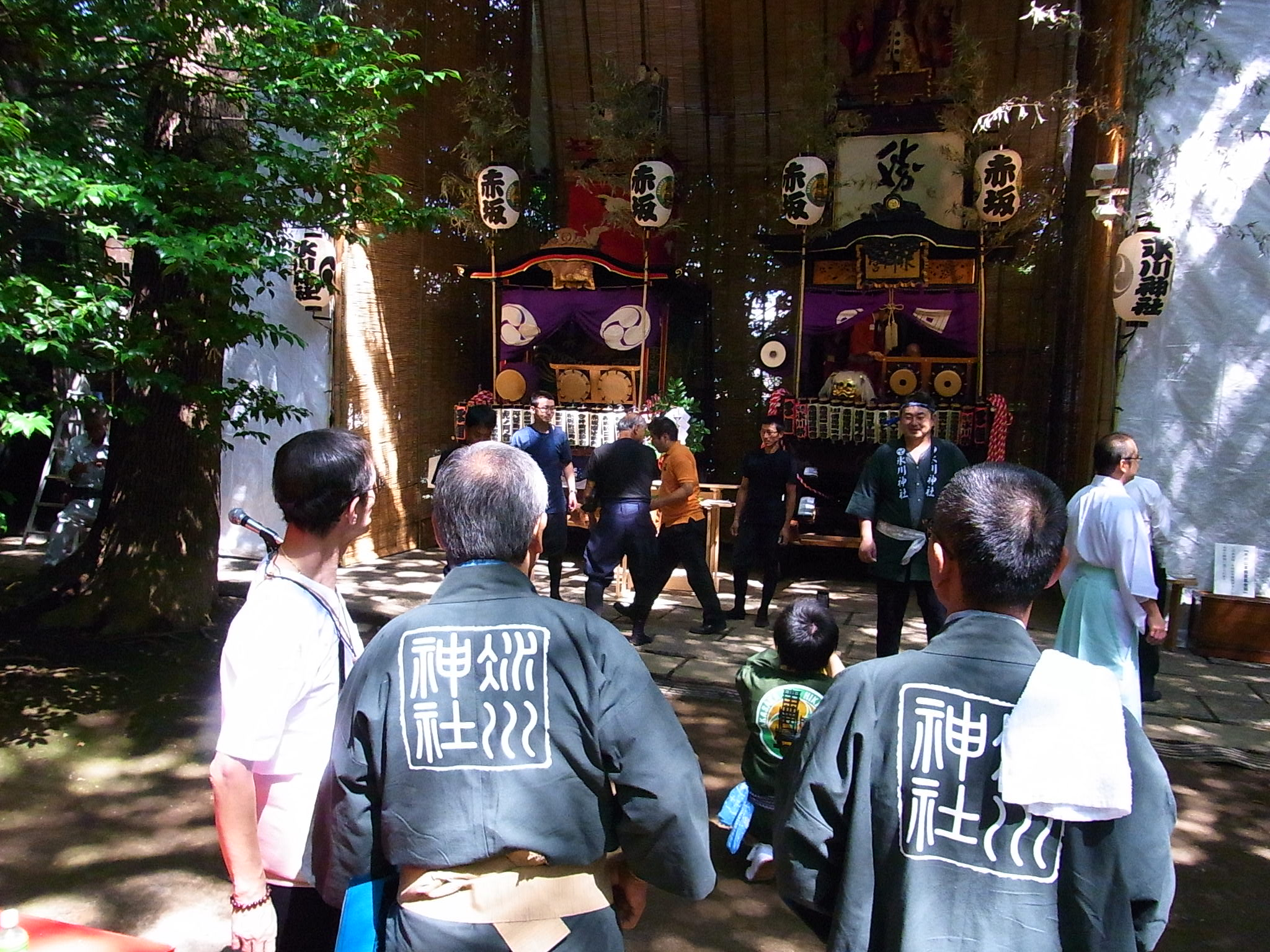
赤坂氷川山車の巡行の準備（2010年9月18日撮影）
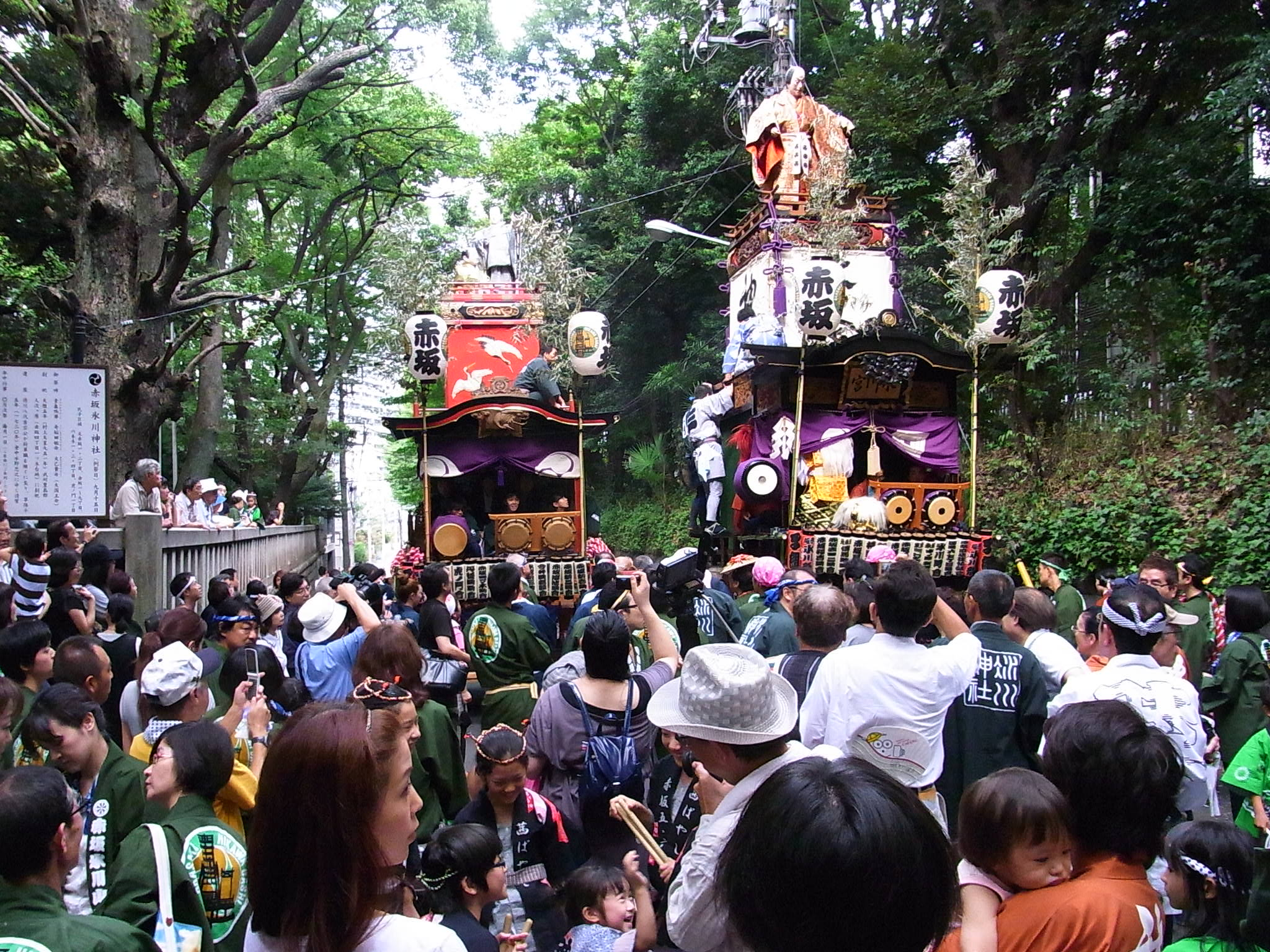
赤坂氷川山車の巡行（2010年9月18日撮影）
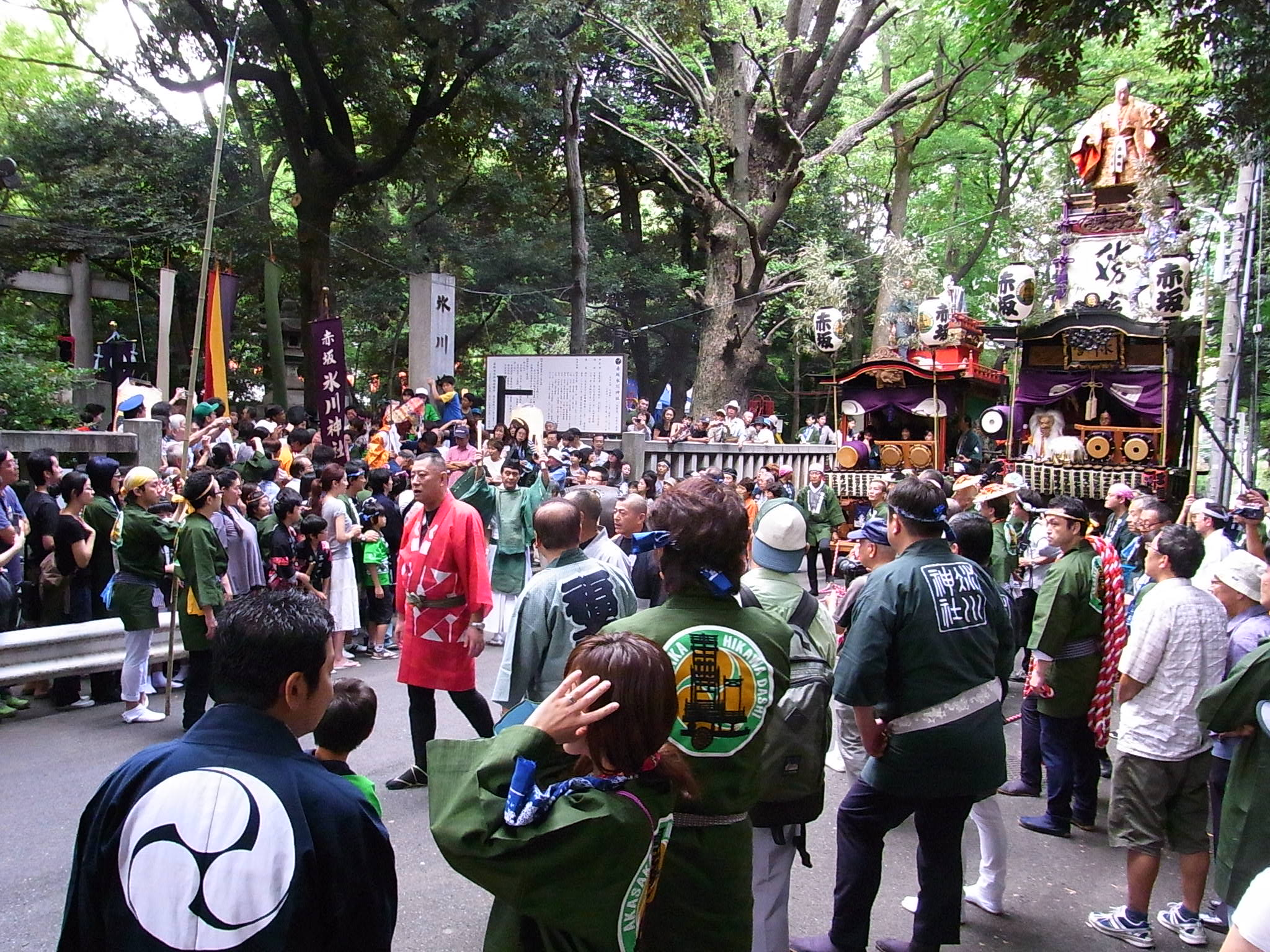
赤坂氷川山車の巡行（2010年9月18日撮影）

## 所在地・交通
東京都港区赤坂6-10-12　　赤坂通りの南側、六本木通りの北側に位置する。
- 千代田線　赤坂駅6番出口から徒歩8分
- 日比谷線、大江戸線　六本木駅7番出口から徒歩8分
- 南北線　六本木一丁目駅
- 銀座線　溜池山王駅12番出口

## 関連文献
- 斎藤長秋 編「巻之三 天璣之部 赤坂氷川社」『江戸名所図会』 2巻、有朋堂書店〈有朋堂文庫〉、1927年、139-142頁。NDLJP:1174144/74。